# Toranja (banda)
Toranja foi um grupo musical português formado por Tiago Bettencourt (voz, guitarras e piano), Ricardo Frutuoso (guitarras), "Dodi" (baixo) e "Rato" (bateria).

## Biografia
Começaram por ser um projecto de Tiago Bettencourt criado depois de ter sido seleccionado num concurso de melhores novas bandas do Festival Super Rock Super Bock, em 2001.
Participam na compilação da Optimus. Esse tema contou com a colaboração de Jorge Palma. Mariana Norton sai e é substituída por Cuca Roseta.
Gravam a faixa "Toma A Tua Bola de Football" para o CD não oficial do Mundial de Futebol, em 2002.
O primeiro disco da banda - Esquissos - foi lançado em 2003 e alcançou grande sucesso, com canções como "Carta" (premiada com o Globo de Ouro de Melhor Canção, na edição de 2004) e "Fogo e Noite".
No final de 2004 celebram o sucesso do primeiro disco com dois espetáculos especiais: em Lisboa, com Camané e Pacman (Da Weasel; e no Porto com Pedro Abrunhosa e Manuel Cruz.
O segundo disco - cujo nome é "Segundo" - foi lançado em Portugal, em Maio de 2005. O primeiro single foi a canção "Laços".
Durante o ano de 2006 a banda realizou, com a banda brasileira Los Hermanos, uma digressão por várias cidades de Portugal. Lançam o disco "Segundo" no Brasil.
Em Dezembro de 2006, os Toranja pararam de trabalhar por tempo indeterminado.

## Discografia
- 2003 - Esquissos
- 2005 - Segundo